# Ida
Ida je žensko osebno ime.

## Izvor imena
Ime Ida izhaja iz nemščine, kjer ga razlagajo kot skrajšano obliko iz zdaj ne več rabljenih zloženih imen, ki se začnejo  z Id-. Morfem Id- nekateri razlagajo iz staronordijske besede idh v pomenu »delo, vnema«, drugi ga povezujejo s starovisokonemško besedo itis v pomenu »ženska«.

## Različice imena
Idica

## Pogostost imena
Po podatkih Statističnega urada Republike Slovenije je bilo na dan 31. decembra 2007 v Sloveniji število ženskih oseb z imenom Ida: 2.408. Med vsemi ženskimi imeni pa je ime Ida po pogostosti uporabe uvrščeno na 109. mesto.

## Osebni praznik
V koledarju je ime Ida zapisano 13. aprila (Ida Bulonjska, devica, †13. apr. 1113) in 4. septembra (sv. Ida iz Herzfelda, spokornica, † 4. sep. 825).

## Zanimivost
Sv. Ida iz Herzfelda velja za zavetnico nosečih žensk.

## Grška mitologija
- Ida (Minosova mati), Koribasova hči, žena Likasta, kralja Krete, in mati "drugega" kralja Minosa s Krete
- Ida (Zevsova dojilja), ki je skupaj s svojo sestro Adrastejo dojila Zevsa na Kreti
- gora Ida, sveta gora na Kreti

## Astronomija
- Ida Facula, gora na Amalteji, Jupitrova luna
- 243 Ida, asteroid
- International Docking Adapter, priklopni adapter za Mednarodno vesoljsko postajo